# Elezioni parlamentari nelle Fær Øer del 2015
Le elezioni parlamentari nelle Fær Øer del 2015 si tennero il 1º settembre per il rinnovo del Løgting. In seguito all'esito elettorale, Aksel V. Johannesen, espressione del Partito dell'Uguaglianza, divenne Primo ministro.

## Risultati
| Liste                           | Voti   | %     | Seggi |
| ------------------------------- | ------ | ----- | ----- |
| Partito dell'Uguaglianza        | 8.093  | 25,09 | 8     |
| Repubblica                      | 6.691  | 20,74 | 7     |
| Partito Popolare Faroese        | 6.102  | 18,92 | 6     |
| Partito dell'Unione             | 6.046  | 18,74 | 6     |
| Partito del Progresso           | 2.241  | 6,95  | 2     |
| Partito di Centro               | 1.779  | 5,52  | 2     |
| Partito dell'Autodeterminazione | 1.305  | 4,05  | 2     |
| Totale                          | 32.257 | 100   | 33    |